# شیبا تاکاتسونه
شیبا تاکاتسونه (به ژاپنی: 斯波 高経 Shiba Takatsune);(تاریخ ورودی نامعتبر است – ۹ اوت ۱۳۶۷) شوگوی (فرماندار) ولایت اچیزن و چهارمین رهبر خاندان شیبا در قرن چهاردهم و دوره نانبوکو–چو در ژاپن بود. در در این دوران، دربار امپراتوری شمالی به دست آشی‌کاگا تاکااوجی در کیوتو، و دربار امپراتوری جنوبی از سوی امپراتور گودای‌گو در یوشینو بنیان گذاشته شدند. او از پیشرفت به سمت شمال نیتا یوشی‌سادا که از دربار جنوبی امپراتور ژاپن حمایت می‌کرد، جلوگیری کرد. وی از شوگون وابسته به دربار شمالی پشتیبانی می‌کرد. شیبا، به عنوان فرد نظامی و حامی، در خدمت شوگون و در نتیجه دربار شمالی عمل می‌کرد.
در دوره نانبوکو-چو دربار جنوبی سرانجام در سال ۱۳۹۲ تسلیم شمال شد.